# Omerza
Omerza je priimek več znanih Slovencev:
- Franc Omerza (1885—1940), rimskokatoliški duhovnik, klasični filolog in prevajalec
- Igor Omerza (*1950), ekonomist, politik, zgodovinsko-politični raziskovalec in publicist
- Martin Omerza, zeliščar
- Mihael Omerza (Mihael Omersa) (1679—1742), duhovnik, glasbenik, skladatelj oratorijev
- Ivan Omerza (Oberstar) - Johan (1921—1943), narodni heroj
- Zdravko Omerza (1902—1985), surdopedagog, logoped